# Ligne de tramway 553
La ligne 553 est une ancienne ligne de tramway vicinal de la Société nationale des chemins de fer vicinaux (SNCV) qui reliait Gedinne à Alle et Bohan.

## Histoire
La ligne ouvre en trois étapes distinctes : Gedinne-Station - Vresse-sur-Semois le 16 juin 1913 ; Vresse - Membre-sur-Semois le 28 juillet 1913 avec le prolongement entre Vresse et Alle-sur-Semois ouvert le 27 juillet 1914. La section de Membre à Bohan est quant à elle inaugurée le 15 mai 1935.
Le 17 octobre 1938 est mise en service une section de Bohan au village français, tout proche, de Sorendal, déjà desservi depuis 1914 par les Chemins de fer départementaux des Ardennes. Elle ne servira même pas un an car dès le septembre suivant, la ligne est victime de la fermeture des frontières dans la foulée de la déclaration de guerre à l'Allemagne.
Pendant la Première Guerre mondiale, les Allemands avaient démonté la voie sur les sections Vresse - Alle et Alle - Membre pour la réutiliser ailleurs. La ligne rouvre en 1921. Les travaux de la section vers Bohan durent plusieurs années et comportent la création de deux ponts sur la Semois et d'un tunnel afin de couper un méandre important à l'entrée de Bohan.
Toutefois ce dernier tronçon sera déclassé en 1947 : ces ponts avait été dynamités par l'armée française en 1940 et réparés avec une partie en bois que les Allemands détruisent à leur tour en 1944. La section de Vresse à Bohan ne sera jamais reconstruite.
Le 14 mai 1950, la SNCV supprime la desserte voyageurs du reste de la ligne au profit d'autobus. La voie reste cependant utilisée pour le seul service des marchandises jusqu'au 21 octobre 1954 (tronçon Vresse - Alle) et le 4 mai 1955 pour le reste de la ligne vers Gedinne. Les rails sont démantelés l'année suivante.

## Infrastructure

### Dépôts et stations
Nom : (gare) : quand le dépôt ou la station est accolé ou proche d'une gare.
Type : D : dépôt , S : station , Sf : si la station sert de gare douanière à la frontière , Sp : si la station est établie dans un bâtiment privé le plus souvent un café ou plus rarement une habitation privée.
| Illustration  | Nom               | Type | Commune           | Localisation                | État          | Remarques |
| ------------- | ----------------- | ---- | ----------------- | --------------------------- | ------------- | --------- |
|               | Alle-sur-Semois   | D    | Alle-sur-Semois   | 49° 50′ 10″ N, 4° 58′ 13″ E | Hors service. |           |
| Gare de Bohan | Bohan             | Sf   | Bohan             | 49° 51′ 56″ N, 4° 52′ 55″ E | Hors service. |           |
|               | Vresse-sur-Semois | S    | Vresse-sur-Semois | 49° 52′ 21″ N, 4° 55′ 47″ E | Démolie.      |           |

### Ouvrages d'art
Le tunnel de Bohan, de 220 m, est le plus long creusé pour une ligne SNCV en Belgique.
La ligne comportait trois ponts sur la Semois : l'un à l'entrée d'Alle sera reconstruit après son dynamitage par les Allemands en 1914 ; les deux autres recoupant un méandre conséquent à l'entrée de Bohan, sabotés dès 1940 et reconstruits avec une pile et des tabliers de bois pour remplacer les arches manquantes seront abandonnés après une deuxième destruction survenue en 1944. Connus sous le nom de "pont cassé" de Bohan et de Membre, ils ont depuis acquis le statut d'attraction touristique. En 2021, la réhabilitation du tunnel (muré) et des deux ponts débute en vue d'y faire passer un chemin pédestre et cycliste. Le 23 avril 2022, une passerelle métallique est posée pour rétablir la traversée du pont cassé de Membre.